# ماركوس ديفيس
ماركوس ديفيس (بالإنجليزية: Marcus Davis) (24 أغسطس 1973 ببلدية هلتون في الولايات المتحدة - ) هو ملاكم كيك بوكسينغ وفنان قتال مختلط وملاكم أمريكي، صنّف ضمن فئة الوزن المتوسط السوبر ‏.

## روابط خارجية
- ماركوس ديفيس على موقع IMDb (الإنجليزية)
- ماركوس ديفيس على موقع قاعدة بيانات الفيلم (الإنجليزية)
- ماركوس ديفيس على موقع بوكس ريك (الإنجليزية) (registration required)
- ماركوس ديفيس على موقع يو إف سي (الإنجليزية)
- ماركوس ديفيس على موقع بيلاتور (الإنجليزية)
- ماركوس ديفيس على موقع شيردوغ (الإنجليزية)